# Acianthus heptadactylus
Acianthus heptadactylus är en orkidéart som beskrevs av Friedrich Fritz Wilhelm Ludwig Kraenzlin. Acianthus heptadactylus ingår i släktet Acianthus och familjen orkidéer.
Artens utbredningsområde är Nya Kaledonien. Inga underarter finns listade i Catalogue of Life.